# Mespelare
Mespelare is een dorpje in de Belgische provincie Oost-Vlaanderen en een deelgemeente van de stad Dendermonde, het was een zelfstandige gemeente tot aan de gemeentelijke herindeling van 1977. Mespelare ligt in de Denderstreek.

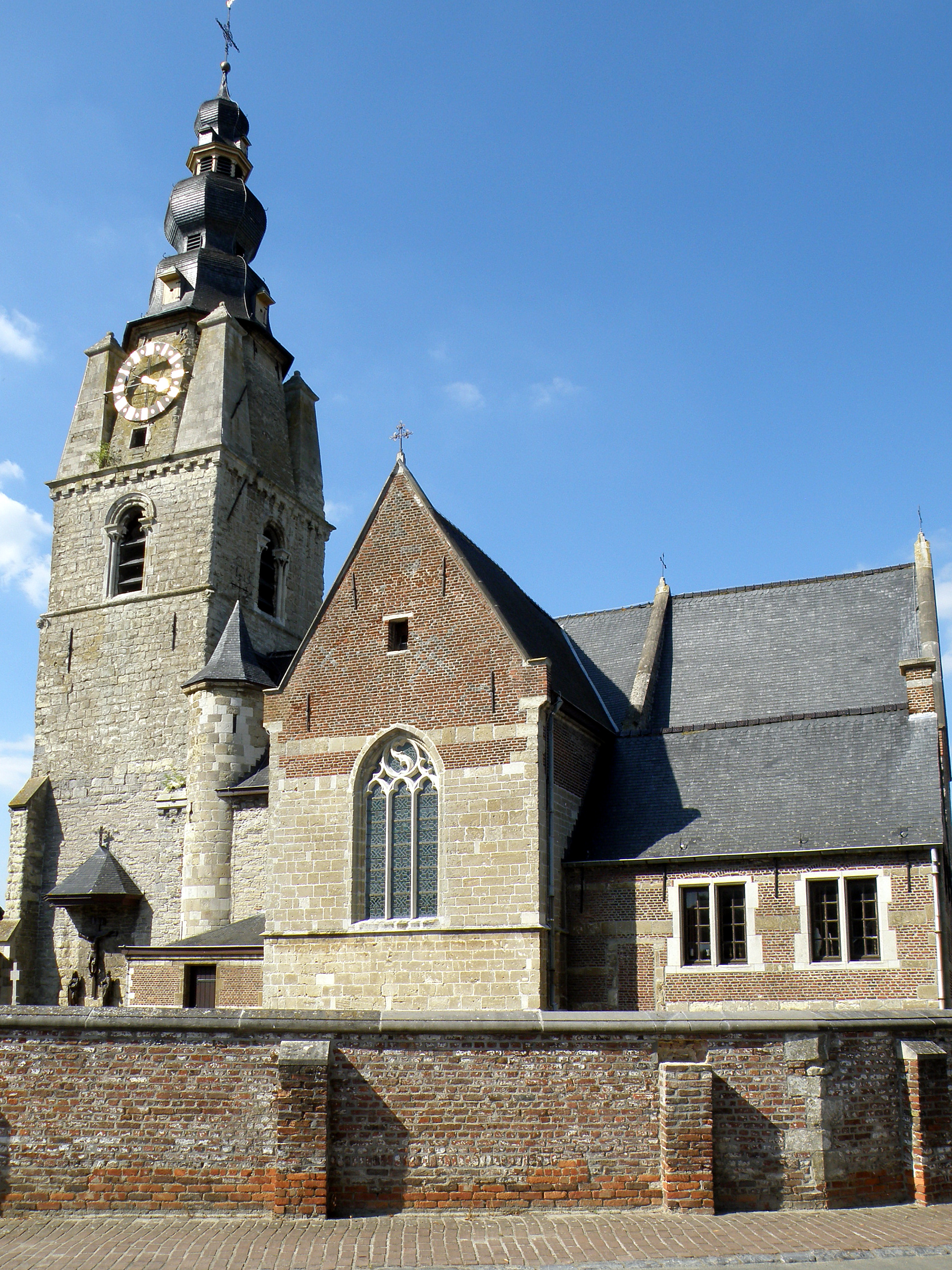
Sint-Aldegondekerk.

## Geschiedenis
De plaats werd voor het eerst vermeld in 899 als Mespilarios. Dit zou een samentrekking zijn van mispel (een soort van heester) enerzijds en het toponiem lare anderzijds. Dit valt dus de interpreteren als een drassig, bosachtig terrein met mispels.
Mespelare was bezit van de Graaf van Vlaanderen. In de 16e eeuw was het in bezit van de familie van Royen en vervolgens, tot het einde van het feodalisme, aan de familie Goubau. Vervolgens werd het een zelfstandige gemeente tot het in 1977 deel werd van de fusiegemeente Dendermonde.

## Bezienswaardigheden

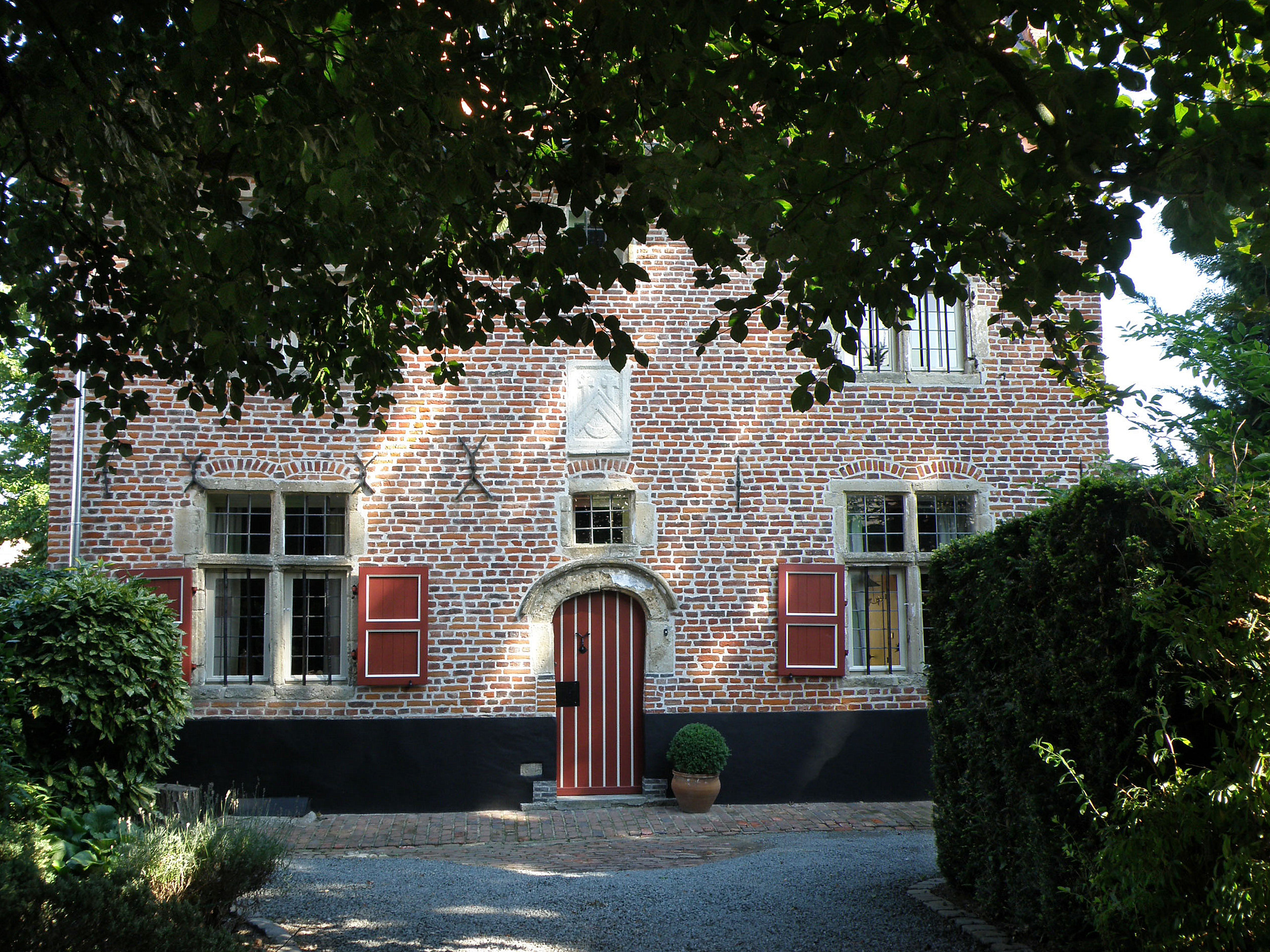
Spaans Hof.

- De Sint-Aldegondiskerk is een romaanse kerk die dateert uit de 12e eeuw. De beiaard van Mespelare bevat klokken uit de 18e, 19e en 20e eeuw. Hij telt slechts 21 klokken, met een totaal gewicht van 381 kg en een basklok van 38 kg. Hiermee is hij de lichtste hand bespeelbare beiaard van België. De beiaard is bekend als een der zuiverste van het Vlaamse land. In de volksmond wordt hij ook wel "De pareltjes van Mespelare" genoemd. In het kader van een grondige restauratie van de kerk werd in september 2013 een archeologisch onderzoek gestart. Daarbij werden fracties van muurschilderingen blootgelegd die dateren uit de 15e eeuw (1403).
- De schandpaal op het dorpsplein. Deze beschermde 17e-eeuwse arduinen schandpaal is versierd met het wapenschild van de familie Goubau.
- Het Spaans Hof, gebouwd in opdracht van de Antwerpse schepen Jan Goubau, heer van Mespelare en Gijzegem.

## Natuur en landschap
Mespelare ligt aan de Dender op een hoogte van ongeveer 5-7 meter. De Dender werd gekanaliseerd maar de Oude Denderbeek is nog een overblijfsel van de vroegere loop. Mespelare ligt in Zandlemig Vlaanderen.
In Mespelare ligt een deel van het deelgebied Hogedonk van natuurgebied Beneden-Dender, beheerd door Natuurpunt Aalst.

## Demografische ontwikkeling
- Bronnen:NIS, Opm:1831 tot en met 1970=volkstellingen; 1976 = inwoneraantal op 31 december

## Toerisme
- Door dit dorp loopt onder meer de fietsroute Denderende steden.
- Sinds 1979 organiseert het plaatselijke feestcomité jaarlijks op pinksterzondag Dagje Dorp, een folklorefeest met een oude ambachtenmarkt.[2]

## Romeinse muntschat van 1607
Mespelare heeft een unieke bijdrage geleverd aan de kennis van de laat-Romeinse kolonisatie van de streek. In april 1607 was een arme boer, Karel Van Houw, in de schaduw van de kerk een stukje grond aan het omspitten, waarbij zijn spade stuitte op een aarden kruik. Die bleek boordevol te zitten met gouden munten, edelstenen, bewerkt ivoor, uit de jaren 150. Vermoed wordt dat die inderhaast begraven werd door een rijke bewoner van een Romeinse villa op de hoogte waarop nu nog het dorp ligt; er woedde op zeker ogenblik een pestepidemie, waarvoor hij misschien de wijk nam, hopende later terug te zullen keren. In de schat bevonden zich veel gouden Faustinamunten, genaamd naar keizerin Faustina; die munt is bij meerdere muntverzamelaars terechtgekomen in Vlaanderen, onder meer bij de Antwerpse burgemeester Rockox. Hij inspireerde ook een van de verantwoordelijken van het Antwerpse Maagdenhuis, het weeshuis voor meisjes, voor een beeldhouwreliëf dat daar nu nog altijd in het gebouw aanwezig is.

## Lijst van burgemeesters
- (1838) Vanderstein[4]
- 1927-1941: Eduard Steeman[5]

## Nabijgelegen kernen
Gijzegem, Oudegem, Schoonaarde